# Kruk (Ukraina)
Kruk (ukr. Крук) – wieś na Ukrainie, w obwodzie żytomierskim, w rejonie żytomierskim, w hromadzie Horoszów. W 2001 liczyła 120 mieszkańców, spośród których 118 wskazało jako ojczysty język ukraiński, 1 rosyjski, a 1 inny.